# Gryllacris ganazzi
Gryllacris ganazzi är en insektsart som beskrevs av Giglio-tos 1907. Gryllacris ganazzi ingår i släktet Gryllacris och familjen Gryllacrididae. Inga underarter finns listade i Catalogue of Life.